# Вилхелм Штајниц
Вилхелм Штајниц (енгл. William Steinitz) био је аустријски шахиста јеврејског порекла и први званични светски првак у шаху. Познат је по свом оригиналном доприносу шаховској стратегији као што су његове идеје о позиционој игри, а његове теорије су високо ценили тако различити шахисти као што су били Арон Нимцович, Зигберт Тараш и Емануел Ласкер.

## Биографија
Рођен је у Прагу, Аустроугарска (сада Чешка) 17. маја 1836. Штајниц је сматран најбољим играчем шаха на свету од победе над Адолфом Андерсеном у мечу одржаном 1866. Његову победу над Цукертортом, 1886. године већина сматра првом борбом за светску титулу.
Штајниц је бранио титулу од 1886. до 1894, у четири меча против Цукерторта, Чигорина (два пута) и Гунсберга. Изгубио је два меча против Ласкера, 1894. и 1896, који је постао његов наследник на светском шаховском трону.
Штајниц је прихватио научни приступ у изучавању шаха. Он ће формулисати своје теорије научним изразима и „законима“.
Штајниц је постао амерички држављанин 23. новембра, 1888, пошто је пет година живео у Њујорку, а своје име „Вилхелм“ променио је у „Вилијем“.
После губитка светске титуле, Штајниц је душевно оболео и последње године провео је у већем броју здравствених институција у Њујорку.
Његова шаховска каријеру није му донела финансијски добит и умро је 12. августа 1900. као сиромах у Њујорку. Сахрањен је на гробљу у Бруклину.
Ласкер, који је преузео титулу од Штајница, једном је рекао: „Ја, који сам победио Штајница, оправдаћу његове теорије, и исправићу грешке које је он учинио.“ Штајницова судбина и Ласкеров труд да избегне сличну финансијску пропаст навођени су међу разлозима зашто се Ласкер толико борио да сачува светску шампионску титулу.

## Допринос шаху
Штајниц је почео професионално да игра шах са 26 година у Енглеској. Његова игра у то време није се разликовала од осталих играча: оштра, агресивна и пуна жртвовања. Године 1873. међутим његова игра изненада се променила. Почео је да посвећује велику пажњу ономе што се данас назива позициони елементи шаха: распоред пешака, простор, заштита скакача и сл. Полако је усавршавао свој начин игре, што му је помогло да израсте у првог светског шампиона у шаху.
Оно што је Штајниц дао шаху може се упоредити с оним што је Њутн дао физици: претворио га је у праву науку. Издвајајући већи број позиција на табли, Штајниц је схватио да сви бриљантни напади произилазе из слабости у противниковој одбрани. Проучавајући и развијајући позиције, усавршио је нову вештину одбране која је брзо уздигла тадашњи ниво игре. Штавише, нагласио је идеју да се напад у шаху састоји од онога што се данас назива „Акумулациона теорија“, збир много малих предности.
Иако то није одмах било очевидно, Штајниц је шаховском свету дао свој највећи дар. Иако је тактика била, и данас је, основни елемент чврсте игре, његова нова теорија дала је могућност како за одбрану тако и коришћење бриљантних комбинација по чему је његова ера била позната..
Када се борио за своју прву титулу 1886. против Цукерторта, постало је јасно да Штајниц игра на другом нивоу. Иако је претрпео серију пораза на почетку меча, то је постало јасно онима који боље разумеју шах (на пример: у трећој партији био је стратешки супериорнији али није успео да је реализује). Временом се међутим ниво Штајницове игре унапређивао и меч се завршио његовом убедљивом победом (10:5).
Можда се оцена Штајницовог утицаја на шах може најбоље исказати речима другог мајстора стратегије Тиграна Петросјана: „Значај Штајницовог учења је у томе што је он показао да шах у принципу има јасно дефинисану логичку структуру.“